# Gmina Nordborg
Gmina Nordborg (duń. Nordborg Kommune) - istniejąca w latach 1970–2006 gmina w Danii w  okręgu południowej Jutlandii (Sønderjyllands Amt). Siedzibą władz gminy było miasto Nordborg. Gmina Nordborg została utworzona 1 kwietnia 1970 na mocy reformy podziału administracyjnego Danii. 
Po kolejnej reformie administracyjnej w roku 2007 weszła w skład nowej gminy Sønderborg.

## Dane liczbowe
- Liczba ludności: (♀ 7089 + ♂ 6867) = 13 956
  - wiek 0-6: 7,8%
  - wiek 7-16: 13,6%
  - wiek 17-66: 62,1%
  - wiek 67+: 16,4%
- zagęszczenie ludności: 112,5 osób/km²
- bezrobocie: 2,7% osób w wieku 17-66 lat
- cudzoziemcy z UE, Skandynawii i USA: 153 na 10 000 osób
- cudzoziemcy z krajów Trzeciego Świata: 188 na 10 000 osób
- liczba szkół podstawowych: 3 (liczba klas: 74)